# Честь
Честь — достойные уважения и гордости моральные качества человека; его соответствующие принципы; социальная оценка личности, определяющая отношение общества к гражданину.

## Определение
Честь может восприниматься как относительное понятие, как духовное достоинство человека, вызванное к жизни определёнными культурными или социальными традициями, материальными причинами или персональными амбициями. С другой стороны, честь трактуется как изначально присущее человеку экзистенциальное качество, которое может быть утрачено в том числе и по независящим от него причинам. В традиционной системе ценностей культур многих народов (например, Японии, античной Греции, Китая) категория чести находится на более важном месте, чем жизнь человека.
Словарь В. И. Даля, определяет честь и как «внутреннее нравственное достоинство человека, доблесть, честность, благородство души и чистую совесть», но также и как «условное, светское, житейское благородство, нередко ложное, мнимое».
Честь — это внутреннее, данное самому себе право оценивать себя и своё существование в категориях самоуважения. Объективными факторами, дающими право на честь, являются целомудрие и благородство. Целомудрие — идеальная аксиологическая норма природного состояния. Благородство — идеальная аксиологическая норма личностного состояния.Архимандрит Платон. Православное нравственное богословие. Свято-Троицкая Сергиева Лавра, 1994, с. 185
Жизнь сплошь и рядом ставит людей в такое положение, когда неминуем конфликт между гипертрофированной совестью, требующей подставления другой щеки, и элементарной честью, запрещающей принимать удары даже по первой щеке. Тогда в спор властно вмешивается эстетика, — и победа обеспечена чести в сердце живого человека.Марк Алданов. Загадка Толстого, 1923

## Кодекс чести
Кодекс чести отличается от юридического кодекса, также социально определяемого и связанного со справедливостью, тем, что честь остаётся скрытой (имплицитной), а не явной и объективированной. Отличие чести от достоинства в том, что первое измеряется суждением сообщества, а второе — индивидуальной совестью.

## Суд чести
Акцент на важности чести существует в таких традиционных институтах, как вооружённые силы (воинская честь) и в организациях с военным духом, таких как скаутские движения, в которых также есть «суды чести».

## Убийство чести
Честь исторически часто связана с целомудрием, сохранением девственности и супружеской верностью. Представления об этом типе чести сильно различаются в разных культурах; в некоторых культурах убийства членов собственной семьи (в основном женщин) в защиту чести считаются оправданными, если эти люди «осквернили честь семьи», вступив в брак против воли семьи, занимались сексом вне брака, вступали в гомосексуальные отношения и т. д. Западные наблюдатели обычно рассматривают эти убийства чести как способ мужчин использовать культуру чести для контроля над женской сексуальностью.

## Понятие о дворянской чести в Западной Европе в XVI—XVII веках
Понятие о дворянской чести в Западной Европе было основано на рыцарском кодексе чести Средних веков, который требовал от рыцаря быть храбрым воином, преданно служить своему сюзерену, защищать слабых и обиженных, бороться за христианскую веру. При этом дворянская корпоративная культура была проникнута духом индивидуализма. Добродетелью считалось заслужить благорасположение и доверие монарха. При этом благородные качества всё больше рассматривались лишь как средство, с помощью которого можно выделиться из толпы, привлечь внимание сюзерена: «Даже самый достойный поступок дворянина мало стоит, если о нём не становится известно королю». Б. Кастильоне писал: «Собираясь принять участие в кровавой битве, отчаянном штурме, вылазке или обычной военной переделке, позаботьтесь о том, чтобы выделиться из общей массы участвующих, постарайтесь проявить свою отвагу, дерзость и хладнокровие перед наиболее благородными и известными в армии вождями, и особенно, если возможно, перед королём или принцем, которым вы служите, это будет самое достойное и полезное, что вы можете сделать для себя». Дуэль как способ защиты чести требовала как можно больше зрителей, так как только от них придворное общество могло узнать о храбрости дуэлянтов.

## Понятие о дворянской чести в Русском царстве в XVI—XVII веках
Русское служилое сословие, аналог европейского дворянства, опиралось на православные ценности, согласно которым осуждались гордость, самолюбие, тщеславие и поощрялись кротость и смирение. И. Корб писал: «Они обвиняют в безумии некоторых немцев, отличающихся более возвышенной доблестью, за то, что те усиленными просьбами стараются подвергнуться несомненным опасностям воинской службы. <…> Московиты не знают, что в человеке таится божественная искра, в силу которой доблесть ведёт его похвальное честолюбие к венцу славы, не взирая на саму смерть и раны».
Русское дворянство понимало честь прежде всего как престиж своего рода. Именно с таким пониманием чести были связаны местнические споры.

## Понятие о дворянской чести в Российской империи в XVIII—XIX веках
Российская знать стала в европейском смысле «благородной» только к середине XVIII века, в период европеизации, начатой реформами Петра I. Важное значение имели «Манифест о вольности дворянства» 1762 года и «Жалованная грамота дворянству» 1785 года. Очень значимым было предусмотренное «Жалованной грамотой дворянству» освобождение дворян от телесных наказаний («Телесное наказание да не коснётся до благородного»). Так зародилась идея о неприкосновенности личности дворянина. Из этой идеи следовало, что офицер, подвергшийся оскорблению действием, то есть побоям, должен был уйти в отставку, так как считалось, что пребывание среди офицерского корпуса публично униженных людей наносит ущерб офицерскому званию, как таковому.
При этом существовало представление о том, что дворянскую честь следует беречь, но защищать её следует не на дуэли, а жалобой в судебные инстанции, так как дворянин должен проливать кровь, только защищая Отечество. Дуэли преследовались по закону (лишь в 1894 году они были узаконены для офицеров), но, тем не менее, были достаточно обычными. При этом общепринятые правила дуэли в России конца XVIII — начала XIX века были значительно более суровыми, чем, например, во Франции. Дуэли были возможны лишь между равными. Так, князь П. Голицын, побивший в строю палкой офицера П. Шепелева, отказался принять от него вызов на дуэль даже тогда, когда получил от обиженного пощёчину — из-за недостаточно высокого происхождения Шепелева. Французский дипломат М. Корберон по этому поводу записал в своём дневнике, что Голицын «не понял своих обязанностей по отношению к Шепелеву, хотя и стоявшему ниже его по рождению, но всё же офицеру» и что «страшное общественное неравенство, обусловленное образом правления в России, душит идею чести».